# 元玕
元玕（492年—535年5月31日），字叔珍，河南郡洛阳县（今河南省洛阳市东）人，魏道武帝拓跋珪玄孙，炖煌镇将元倪的儿子，北魏宗室、官员。

## 生平
元玕以秘书郎中为起家官，不久兼任中书舍人，后转任光禄丞。元玕的堂兄元叉担任营造明堂的太将，元玕担任主薄，不久离职，兼任司州别驾，后历任司徒府从事中郎、荥阳郡事当郡都督、宁远将军太尉，又升任平南将军、太中大夫、武卫将军。东魏天平二年四月十四日（535年5月31日），元玕在洛阳正始里去世，虚岁四十四，天平二年七月朔廿八日壬申（535年9月10日）葬于景陵东山。其墓志名为《魏故元使君之墓铭》，拓片藏于北京图书馆。

## 家庭

### 六世祖
- 拓跋珪，北魏烈祖道武皇帝[1]

### 高祖
- 拓跋连，北魏广平王，魏道武帝第七子[1]

### 曾祖
- 拓跋浑，北魏仪同、南平康王[1]

### 祖父
- 拓跋霄，北魏尚书、南平安王[1]

### 父亲
- 元倪，北魏炖煌镇将[1]

### 兄弟姐妹
- 元仲冏，北魏光州刺史、南平王[1]
- 元氏，嫁东魏骠骑大将军、右光禄大夫、大鸿胪卿孟威